# The Gentles
The Gentles waren eine luxemburgische Rap-Musikgruppe aus Petingen die aus den Mitgliedern Show L, Mr. Gentle, Mr. Hackman, JK Double O und Marilù bestand. Ihre Texte sind mehrsprachig in Luxemburgisch, Französisch, Deutsch und Englisch.

## Bandgeschichte
Ihren Durchbruch hatte die im Jahr 2002 gegründete Gruppe 2003 mit der Single Firwat? (deutsch: Warum?). Der Titel erreichte die Spitze der Radiocharts von RTL Radio Lëtzebuerg. Der Titel, der 2004 in Why? umbenannt und in verschiedenen Sprachen gerappt wurde, diente in Belgien und Luxemburg der Unterstützung einer Kampagne gegen Alkohol am Steuer.
Im Jahr 2005 veröffentlichte die Band ihr erstes Album Gentle Attitude. Der Titel Empfäng der deen Toun? von diesem Album erreichte im Mai 2005 den 1. Platz in den RTL-Radiocharts.

## Diskografie

### Alben
- Gentle Attitude (April 2005)

### Singles
- Firwat? (Februar 2003)
- Made in Luxembourg (Oktober 2003)
- Why? (April 2004)

### Beiträge auf Samplern
- Made in Luxembourg auf dem Sampler Made in Luxembourg Compilation (März 2004)